# 向阳街道 (铁岭市)
向阳街道，是中华人民共和国辽宁省铁岭市清河区下辖的一个乡镇级行政单位。

## 行政区划
向阳街道下辖以下地区：
益民社区、振兴社区、崇源社区、明珠社区、货郎屯村和清河区工业园区社区。